# 공동생활 형제단
공동생활 형제단(Brethren of the Common Life, (라틴어: Fratres 이력서 Communis, FVC) 14세기에 예수 그리스도께 단순한 헌신의 삶을 가르쳤던  네덜란드의 제라드 후루테(Gerard Groote)가 시작한 로마 가톨릭 경건주의자들 공동체이다. 세속적인 삶을 포기하고 자비로운 삶고 공동체의 삶을 살면서 예배, 설교를 읽고 전파하고 성경을 크게 읽으면서 금욕적 훈련과 수도의 삶을 살았다.